# Okunův zákon

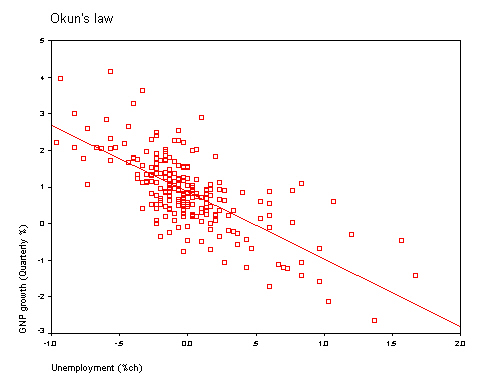
Graf znázorňující vztah mezi mírou nezaměstnanosti (osa x) a změnou HDP (osa y) v USA mezi roky 1947–2002 (čtvrtletně)

Okunův zákon (podle amerického ekonoma Arthura Okuna) je v ekonomii označení pro vypozorovanou korelaci mezi mírou nezaměstnanosti a mírou růstu hrubého domácího produktu. Vyjadřuje fakt, že při růstu nezaměstnanosti nad její přirozenou úroveň úměrně klesá hrubý domácí produkt (oproti potenciálnímu HDP).

## Matematická formulace
Okunův zákon lze matematicky formulovat jako:
{\displaystyle {\frac {Y^{*}-Y}{Y^{*}}}=c(u-u^{*})}, kde:
- {\displaystyle Y^{*}} je potenciální produkt,
- {\displaystyle Y} je skutečný produkt,
- {\displaystyle u^{*}} je přirozená míra nezaměstnanosti,
- {\displaystyle u} je skutečná míra nezaměstnanosti,
- {\displaystyle c} je koeficient lineární závislosti.

Koeficient závislosti se uvádí v rozmezí 2–3, tzn. na každé procento růstu míry nezaměstnanosti nad přirozenou úroveň připadá pokles HDP o 2–3 %.
Výše uvedená formulace v praxi naráží na nemožnost změření {\displaystyle Y^{*}} a {\displaystyle u^{*}}, které lze jen odhadnout. Proto se používá vyjádření, které navzájem porovnává změny produktu se změnami míry nezaměstnanosti:
{\displaystyle {\frac {\Delta Y}{Y}}=k-c\Delta u}, kde:
- {\displaystyle Y} je produkt,
- {\displaystyle \Delta Y} je změna produktu,
- {\displaystyle \Delta u} je změna míry nezaměstnanosti,
- {\displaystyle k,c} jsou koeficienty závislosti.

Právě tuto formu ilustruje výše uvedený graf.